# Theta2 Sagittarii
Título a ser usado para criar uma ligação interna é Theta2 Sagittarii.
Theta2 Sagitarii (Sagitarii) é uma estrela na direção da constelação de Sagittarius. Possui uma ascensão reta de 19h 59m 51.28s e uma declinação de −34° 41′ 51.5″. Sua magnitude aparente é igual a 5.30. Considerando sua distância de 157 anos-luz em relação à Terra, sua magnitude absoluta é igual a 1.89. Pertence à classe espectral A4/A5IV.